# UCI World Tour feminino
O UCI World Tour Feminino é a denominação das corridas de máximo nível de ciclismo de estrada feminino à semelhança do UCI World Tour masculino substituindo a Copa do Mundo de Ciclismo feminina.

## História
Com o propósito a cobertura mediática do ciclismo feminino, a UCI decidiu criar um circuito mundial, que para além das 10 corridas de 1 dia da antiga Copa do Mundo, acrescentando outras provas por etapas, impondo como condições que as cada prova tivesse transmissão (via TV ou streaming) e páginas nas redes sociais em inglês para promoção, divulgação e comunicação dos eventos. Este requisito deixou fora as carreiras por etapas prestigiosas como a Emakumeen Bira.
Desde o ano 2017 a categoria teve algumas mudanças, a principal, que acrescenta 4 novas provas (Boels Rental Ladies Tour nos Países Baixos e Ladies Tour of Norway na Noruega, e 2 novas provas de um dia: Amstel Gold Race feminina nos Países Baixos e Liège-Bastogne-Liège Feminina na Bélgica) formando assim um calendário de 23 provas, 18 de um dia e 5 provas por etapas.

## Regras

### Equipas
O UCI Team Feminino (nome oficial: UCI Women's Team) é o termo utilizado pela União Ciclista Internacional (UCI) para denominar uma equipa ciclista feminina da máxima categoria do ciclismo de estrada a nível mundial.
As corridas por etapas devem convidar as 15 primeiras equipas do ranking elaborado pela UCI que se publica em janeiro, enquanto as corridas de um dia devem convidar aos 20 primeiros de dito ranking. Ainda que, a diferença do UCI World Tour masculino, as equipas podem renunciar ao dito convite.
As equipas devem estar compostos por entre 5 e 8 ou 4 e 6 ciclistas para as corridas por etapas e entre 4 e 6 ciclistas para as corridas de um dia.

### Pontuação e Rankings
Elaboram-se rankings por pontos para ciclistas, equipas e sub-23 (jovens). À semelhança da antiga Copa do Mundo de Ciclismo feminina se uma ciclista consegue pontos com a equipa da sua selecção nacional na classificação por equipas os pontos atribuem-se à dita selecção e não à sua equipa comercial.

## Palmarés
- Para palmarés anterior, veja-se Copa do Mundo Feminina e Ranking UCI

| Ano  | Individual           | Por equipas    | Sub-23                |
| ---- | -------------------- | -------------- | --------------------- |
| 2016 | Megan Guarnier       | Boels Dolmans  | Katarzyna Niewiadoma  |
| 2017 | Anna van der Breggen | Boels Dolmans  | Cecilie Uttrup Ludwig |
| 2018 | Annemiek van Vleuten | Boels Dolmans  | Sofia Bertizzolo      |
| 2019 | Marianne Vos         | Boels Dolmans  | Lorena Wiebes         |
| 2020 | Elizabeth Deignan    | Trek-Segafredo | Liane Lippert         |
| 2021 | Annemiek van Vleuten | SD Worx        | Niamh Fisher-Black    |
| 2022 | Annemiek van Vleuten | SD Worx        | Shirin van Anrooij    |
| 2023 | Demi Vollering       | SD Worx        | Shirin van Anrooij    |

## Palmarés por países
| País           | Vitórias |
| -------------- | -------- |
| Países Baixos  | 6        |
| Estados Unidos | 1        |
| Reino Unido    | 1        |

## Historial das corridas
- As corridas estão ordenadas pela data tradicional, na que se disputam no calendário.

### 2016–2021
| Corrida                                  | 2016                       | 2017                       | 2018                       | 2019                       | 2020                       | 2021                       |
| ---------------------------------------- | -------------------------- | -------------------------- | -------------------------- | -------------------------- | -------------------------- | -------------------------- |
| Cadel Evans Great Ocean Road Race        | Não fazia parte WordTour   | Não fazia parte WordTour   | Não fazia parte WordTour   | Não fazia parte WordTour   | Lippert                    | Cancelada                  |
| Strade Bianche                           | Deignan (1/10)             | Longo Borghini (1/8)       | van der Breggen (7/17)     | van Vleuten (6/20)         | van Vleuten (9/20)         | van den Broek-Blaak (5/6)  |
| Troféu Alfredo Binda-Comune di Cittiglio | Deignan (2/10)             | Rivera (1/4)               | Niewiadoma (2/4)           | Vos (4/10)                 | Cancelada                  | Longo Borghini (3/8)       |
| Bruges–De Panne                          | Não fazia parte calendário | Não fazia parte calendário | D'Hoore (4/5)              | Wild (3/4)                 | Wiebes (3/10)              | Brown (1/3)                |
| Gent–Wevelgem                            | Blaak (2/6)                | Lepistö (1/2)              | Bastianelli (1/4)          | Wild (4/4)                 | D'Hoore (5/5)              | Vos (7/10)                 |
| Ronde van Vlaanderen                     | Deignan (3/10)             | Rivera (2/4)               | van der Breggen (8/17)     | Bastianelli (3/4)          | van den Broek-Blaak (4/6)  | van Vleuten (10/20)        |
| Paris–Roubaix                            | Não fazia parte calendário | Não fazia parte calendário | Não fazia parte calendário | Não fazia parte calendário | Cancelada                  | Deignan (10/10)            |
| Amstel Gold Race                         | Não fazia parte calendário | van der Breggen (2/17)     | Blaak (3/6)                | Niewiadoma (3/4)           | Cancelada                  | Vos (8/10)                 |
| La Flèche Wallonne                       | van der Breggen (1/17)     | van der Breggen (3/17)     | van der Breggen (9/17)     | van der Breggen (11/17)    | van der Breggen (15/17)    | van der Breggen (16/17)    |
| Liège–Bastogne–Liège                     | Não fazia parte calendário | van der Breggen (4/17)     | van der Breggen (10/17)    | van Vleuten (7/20)         | Deignan (9/10)             | Vollering (1/13)           |
| Vuelta a Burgos                          | Não fazia parte WordTour   | Não fazia parte WordTour   | Não fazia parte WordTour   | Não fazia parte WordTour   | Não fazia parte WordTour   | van der Breggen (17/17)    |
| RideLondon Classique                     | Wild (1/4)                 | Rivera (3/4)               | Wild (2/4)                 | Wiebes (2/10)              | Cancelada                  | Cancelada                  |
| Volta à Califórnia                       | Guarnier (1/3)             | van der Breggen (5/17)     | Hall                       | van der Breggen (12/17)    | Não fazia parte calendário | Não fazia parte calendário |
| Emakumeen Bira                           | Não fazia parte WordTour   | Não fazia parte WordTour   | Spratt                     | Longo Borghini (2/8)       | Não fazia parte calendário | Não fazia parte calendário |
| The Philadelphia Cycling Classic         | Guarnier (2/3)             | Cancelada                  | Não fazia parte calendário | Não fazia parte calendário | Não fazia parte calendário | Não fazia parte calendário |
| Giro de Itália                           | Guarnier (3/3)             | van der Breggen (6/17)     | van Vleuten (3/20)         | van Vleuten (8/20)         | van der Breggen (14/17)    | Part of the UCI ProSeries  |
| La Course by Le Tour de France           | Hosking (2/3)              | van Vleuten (1/20)         | van Vleuten (4/20)         | Vos (5/10)                 | Deignan (8/10)             | Vollering (2/13)           |
| Clásica de San Sebastián                 | Não fazia parte calendário | Não fazia parte calendário | Não fazia parte calendário | Não fazia parte WordTour   | Cancelada                  | van Vleuten (11/20)        |
| Vårgårda WestSweden TTT                  | Boels–Dolmans (1/3)        | Boels–Dolmans (2/3)        | Boels–Dolmans (3/3)        | Trek-Segafredo (1/2)       | Cancelada                  | Cancelada                  |
| Vårgårda WestSweden RR                   | Fahlin                     | Lepistö (2/2)              | Vos (2/10)                 | Bastianelli (4/4)          | Cancelada                  | Cancelada                  |
| Volta à Noruega TTT                      | Não fazia parte calendário | Não fazia parte calendário | Team Sunweb                | Não fazia parte calendário | Não fazia parte calendário | Não fazia parte calendário |
| Volta à Noruega                          | Não fazia parte WordTour   | Vos (1/10)                 | Vos (3/10)                 | Vos (6/10)                 | Cancelada                  | van Vleuten (12/20)        |
| Boels Ladies Tour                        | Não fazia parte WordTour   | van Vleuten (2/20)         | van Vleuten (5/20)         | Majerus                    | Cancelada                  | van den Broek-Blaak (6/6)  |
| GP de Plouay                             | Bujak                      | Deignan (5/10)             | Pieters (2/2)              | van der Breggen (13/17)    | Deignan (7/10)             | Longo Borghini (4/8)       |
| Madrid Challenge by La Vuelta            | D'Hoore (1/5)              | D'Hoore (3/5)              | van Dijk                   | Brennauer (1/2)            | Brennauer (2/2)            | van Vleuten (13/20)        |
| The Women's Tour                         | Deignan (4/10)             | Niewiadoma (1/4)           | Rivera (4/4)               | Deignan (6/10)             | Cancelada                  | Vollering (3/13)           |
| Tour da Ilha de Chongming                | Hosking (1/3)              | D'Hoore (2/5)              | Becker                     | Wiebes (1/10)              | Cancelada                  | Cancelada                  |
| Tour de Guangxi                          | Não fazia parte calendário | Não fazia parte WordTour   | Sierra                     | Hosking (3/3)              | Cancelada                  | Cancelada                  |
| Tour de Drenthe                          | Blaak (1/6)                | Dideriksen                 | Pieters (1/2)              | Bastianelli (2/4)          | Cancelada                  | Wiebes (4/10)              |
| Source:                                  |                            |                            |                            |                            |                            |                            |

### 2022-
| Corrida                                  | 2022                       | 2023                     | 2024                     |
| ---------------------------------------- | -------------------------- | ------------------------ | ------------------------ |
| Tour Down Under                          | Cancelada                  | Brown (2/3)              | Gigante                  |
| Cadel Evans Great Ocean Road Race        | Cancelada                  | Adegeest                 | Reijnhout                |
| UAE Tour                                 | Não fazia parte calendário | Longo Borghini (7/8)     | Kopecky (6/8)            |
| Omloop Het Nieuwsblad                    | Não fazia parte WordTour   | Kopecky (3/8)            | Vos (9/10)               |
| Strade Bianche                           | Kopecky (1/8)              | Vollering (5/13)         | Kopecky (7/8)            |
| Tour de Drenthe                          | Wiebes (5/10)              | Wiebes (8/10)            | Wiebes (9/10)            |
| Troféu Alfredo Binda-Comune di Cittiglio | Balsamo (1/5)              | van Anrooij              | Balsamo (4/5)            |
| Bruges–De Panne                          | Balsamo (2/5)              | Georgi                   | Balsamo (5/5)            |
| Gent–Wevelgem                            | Balsamo (3/5)              | Reusser (1/3)            | Wiebes (10/10)           |
| Ronde van Vlaanderen                     | Kopecky (2/8)              | Kopecky (4/8)            | Longo Borghini (8/8)     |
| Paris-Roubaix                            | Longo Borghini (5/8)       | Jackson                  | Kopecky (8/8)            |
| Amstel Gold Race                         | Cavalli (1/2)              | Vollering (6/13)         | Vos (10/10)              |
| La Flèche Wallonne                       | Cavalli (2/2)              | Vollering (7/13)         | Niewiadoma (4/4)         |
| Liège-Bastogne-Liège                     | van Vleuten (14/20)        | Vollering (8/13)         | Brown (3/3)              |
| La Vuelta Femenina                       | van Vleuten (17/20)        | van Vleuten (18/20)      | Vollering (12/13)        |
| Itzulia Women                            | Vollering (4/13)           | Reusser (2/3)            | Vollering (13/13)        |
| Vuelta a Burgos                          | Labous                     | Vollering (9/13)         |                          |
| RideLondon Classique                     | Wiebes (6/10)              | Kool                     |                          |
| The Women's Tour                         | Longo Borghini (6/8)       | Cancelada                | Extinta                  |
| Volta à Suíça Feminina                   | Não fazia parte WordTour   | Reusser (3/3)            |                          |
| Giro de Itália                           | van Vleuten (15/20)        | van Vleuten (19/20)      |                          |
| Tour de France                           | van Vleuten (16/20)        | Vollering (10/13)        |                          |
| Vårgårda WestSweden TTT                  | Trek–Segafredo (2/2)       | Não faz parte calendário | Não faz parte calendário |
| Vårgårda WestSweden RR                   | Cordon-Ragot               | Não faz parte calendário | Não faz parte calendário |
| Tour da Escandinávia                     | Ludwig                     | van Vleuten (20/20)      | Cancelada                |
| GP Lorient Agglomération                 | García                     | Bredewold                |                          |
| Simac Ladies Tour                        | Wiebes (7/10)              | Kopecky (5/8)            |                          |
| Volta à Romandia                         | Moolman                    | Vollering (11/13)        |                          |
| Tour da Ilha de Chongming                | Cancelada                  | Consonni                 |                          |
| Tour de Guangxi                          | Cancelada                  | Pikulik                  |                          |

### Vitórias
Atualizado: 15 março 2024
| Rank | Ciclista                          | Nº vitórias |
| ---- | --------------------------------- | ----------- |
| 1    | Annemiek van Vleuten (NED)        | 20          |
| 2    | Anna van der Breggen (NED)        | 17          |
| 3    | Demi Vollering (NED)              | 11          |
| 4    | Lizzie Deignan (GBR)              | 10          |
| 5    | Marianne Vos (NED)                | 9           |
| 5    | Lorena Wiebes (NED)               | 9           |
| 7    | Elisa Longo Borghini (ITA)        | 7           |
| 7    | Lotte Kopecky (BEL)               | 7           |
| 8    | Chantal van den Broek-Blaak (NED) | 6           |
| 9    | Jolien D'Hoore (BEL)              | 5           |
| 11   | Marta Bastianelli (ITA)           | 4           |
| 11   | Coryn Rivera (USA)                | 4           |
| 11   | Kirsten Wild (NED)                | 4           |

Ciclistas em itálico não se encontram mais no activo.
| Rank | País           | Nº vitórias | Ciclistas |
| ---- | -------------- | ----------- | --- |
| 1    | Países Baixos  | 84          | van Vleuten (20), van der Breggen (17), Vollering (11), Vos (9), Wiebes (9), Blaak (6), Wild (4), Pieters (2), Adegeest (1), Bredewold (1), Kool (1), Reijnhout (1), van Anrooij (1), van Dijk (1) |
| 2    | Itália         | 17          | Longo Borghini (7), Bastianelli (4), Balsamo (3), Cavalli (2), Consonni (1) |
| 3    | Bélgica        | 12          | Kopecky (7), D'Hoore (5) |
| 4    | Grã-Bretanha   | 11          | Deignan (10), Georgi (1) |
| 5    | Estados Unidos | 8           | Rivera (4), Guarnier (3), Hall (1) |
| 6    | Austrália      | 7           | Hosking (3), Brown (2), Gigante (1), Spratt (1) |
| 7    | Polónia        | 5           | Niewiadoma (3), Bujak (1), Pikulik (1) |
| 8    | Alemanha       | 4           | Brennauer (2), Becker (1), Lippert (1) |
| 9    | Suíça          | 3           | Reusser (3) |
| 10   | Dinamarca      | 2           | Dideriksen (1), Ludwig (1) |
| 10   | Finlândia      | 2           | Lepistö (2) |
| 10   | França         | 2           | Labous (1), Cordon-Ragot (1) |
| 13   | Canadá         | 1           | Jackson (1) |
| 13   | Cuba           | 1           | Sierra (1) |
| 13   | Luxemburgo     | 1           | Majerus (1) |
| 13   | África do Sul  | 1           | Moolman (1) |
| 13   | Espanha        | 1           | García (1) |
| 13   | Suécia         | 1           | Fahlin (1) |